# Donald J. Borror
Donald Joyce Borror (Shepard, Columbus (Ohio), 24 augustus 1907 - 28 april 1988) was een Amerikaans entomoloog en ornitholoog. Hij specialiseerde zich in de studie van libellen (Odonata) enerzijds en in de bioakoestiek, vooral van vogelgeluiden, anderzijds.

## Biografie
Hij studeerde aan Otterbein College (thans Otterbein University) en Ohio State University, waar hij in 1935 de graad van Ph.D. behaalde aan het departement van zoölogie en entomologie. Hij doorliep een academische carrière aan de universiteit. In 1946 werd hij benoemd tot assistent-hoogleraar en in 1959 tot hoogleraar entomologie en zoölogie. Hij ging met emeritaat in 1977.

## Werk
Borror is de wetenschappelijke auteur van talrijke libellensoorten. Na de Tweede Wereldoorlog begon hij met het opnemen en bestuderen van dierengeluiden, en in het bijzonder van vogels. Hij schreef daar ook een vijftigtal artikels over. Hij was de eerste die een "sonogram" (een vorm van spectrogram) van dierengeluiden publiceerde. Hij maakte meer dan 15.000 opnamen, die worden bewaard in de naar hem genoemde Borror Laboratory of Bioacoustics aan de Ohio State University. Hij maakte een reeks van muziekcassettes van vogelgeluiden, met begeleidende tekst, voor het grote publiek, waaronder Songs of Eastern Birds, Songs of Western Birds, en Bird Song and Bird Behavior.
Borror was mede-auteur van het populaire leerboek An Introduction to the Study of Insects, dat voor het eerst verscheen in 1954, en van de veldgids A Field Guide to the Insects of America North of Mexico uit 1970. Hij schreef ook Dictionary of Word Roots and Combining Forms (1960), waarin hij de samenstelling en betekenis van wetenschappelijke namen afgeleid uit Grieks, Latijn en andere talen verklaarde.